# Rent ämne
Ett rent ämne eller kemiskt ämne är en substans med konstant sammansättning, det vill säga en substans där varje atomslag har en fast andel i det totala antalet atomer . Således kan ett rent ämne vara antingen ett grundämne eller en kemisk förening. Motsatsen till rent ämne är en blandning.
Exempel på rena ämnen är guld, destillerat vatten, natriumklorid, koldioxid, oktan, uranhexafluorid.
Till exempel är kranvatten inte ett rent ämne eftersom det innehåller förutom vatten i ringa och varierande mängder en rad olika andra ämnen. Därför används destillerat vatten vid försök i laboratorium och i vissa andra situationer där det är viktigt att inte tillföra några ämnen förutom vatten.
Petroleum (råolja) är inte ett rent ämne och bensin inte heller eftersom de båda är blandningar av många olika kolväten och kan innehålla ytterligare ämnen. Enskilda kolväten såsom metan eller oktan eller bensen är däremot rena ämnen.